# IRF8
Pour les articles homonymes, voir IRF.
L'IRF8 (pour « Interferon regulatory factor 8 ») ou ICSBP (pour « interferon consensus sequence-binding protein ») est un facteur de transcription appartenant à la famille des facteurs de régulation d'interféron ou IRF. Son gène est IRF8 situé sur le chromosome 16 humain.

## Rôle
Il intervient dans l'inflammation et dans la protection contre les infections. Il favorise la maturation de cellules souches en macrophages plutôt qu'en granulocytesainsi que celle des lymphocytes de type CD8.

## En médecine
Une mutation de son gène est responsable d'un déficit immunitaire avec absence de monocytes et de cellules dendritiques. Une autre mutation entraîne un déficit fonctionnel des lymphocytes NK.